# Cucharilla (enfermedad porcina)
La cucharilla es una enfermedad del ganado, sobre todo, porcino consistente en una inflamación del hígado. 
Es muy frecuente en los corderos mientras maman, los cuales se ponen tristes, torpes; suelen luego no querer comer ni mamar y mueren si no se les priva de que alacten tanto. También acomete a las madres y como procede de causas generales, la padecen muchas reses al mismo tiempo, lo que hizo creer era contagiosa sin serlo. 
Se ponen tristes, inapetentes, pesados, tienen gran sed, encorvan el espinazo y aproximan los remos, marchan con la cabeza baja, se paran, casi no cogen ninguna hierba y mascan de mala gana la que toman. En la majada están siempre echadas del lado izquierdo, se quejan, la boca y el ojo están pálidos y aun amarillentos, lo mismo que la orina, la cual luego es muy encendida. 